# 정대현 (1993년)
정대현(鄭大賢, 1993년 6월 28일 ~ )은 대한민국 보이 그룹 B.A.P의 메인보컬이다.

## 학력
- 부산컴퓨터과학고등학교 (중퇴)
- 숭실사이버대학교 재학 중

## 음반 외 활동

### 예능 프로그램
- 2015년 MBC 《미스터리 음악쇼 복면가왕》 - 히트제조기 프레시맨
- 2016년 MBC 《듀엣가요제》

### 드라마
- 2020년 네이버 tvcast 웹드라마 《밀키드》 - 반석 역

### 뮤지컬
- 2017년 《나폴레옹》 - 뤼시앙 역 (2017.7.13 ~ 2017.10.22 샤롯데씨어터)
- 2017년 ~ 2018년 《올슉업》 - 엘비스 역 (2017.11.24 ~ 2018.2.11 홍익대 대학로 아트센터)
- 2019년 ~ 2020년 《그리스》 - 대니 역 (2019.11.26 ~ 2020.2.2 디큐브아트센터)
- 2020년 《더 모먼트》 - 소년 역 (2020.7.8 ~ 2020.8.31 유니플렉스 2관)